# Tērvetes pagasts
Tērvetes pagasts er en territorial enhed i Tērvetes novads i Letland. Pagasten havde 2.132 indbyggere i 2010 og omfatter et areal på 92,60 kvadratkilometer. Hovedbyen i pagasten er Zelmeņi.